# Hololive Production
Hololive Production (ホロライブプロダクション) est une agence de Youtubeur virtuel appartenant à la société Cover Corporation. En plus d'être un réseau multichaîne, Hololive Production s'occupe de merchandising lié avant tout au domaine de la production musicale et de l'organisation de concerts. En janvier 2024, l'agence exploitait 86 VTubers dans trois langues cibles (japonais, indonésien et anglais) totalisant plus de 80 millions d'abonnés. Plusieurs VTubers de Hololive font partie des VTubers avec le plus d'abonnés sur YouTube et certaines streameuses du groupe sont les plus regardées au monde.
Le nom « Hololive » a été initialement utilisé pour l'application de distribution de streaming 3D de Cover, lancée en décembre 2017, puis pour son agence féminine de VTuber, dont la première génération a fait ses débuts entre mai et juin 2018. En décembre 2019, Hololive a fusionné avec l'agence Holostars spécialisée dans les VTubers masculins et le label de musique INoNaKa sous la marque unifiée « Hololive Production ».

## Historique

### 2016: Création de l'entreprise

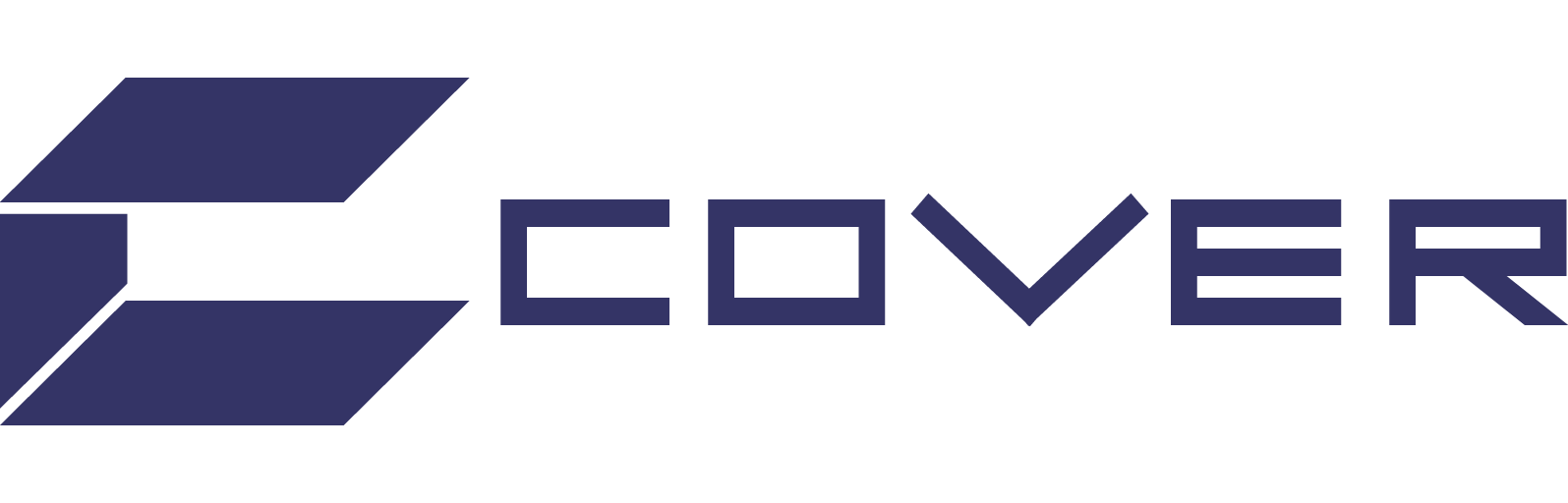
Logo de Cover de 2016 à 2019

Cover Corporation  (カバー株式会社, Kabā Kabushiki-gaisha) a été fondée le 13 juin 2016 par Tanigo « Yagoo » Motoaki, un entrepreneur qui avait développé des personnages de jeux vidéo en collaboration avec l'entreprise Sanrio dans la société de jeux vidéo Imagineer et a fondé également divers Start-up,. Cover s'est initialement concentré sur les logiciels de réalité augmentée (AR) et de réalité virtuelle (VR) et a reçu un financement des incubateurs d'entreprises Tokyo VR Startups et Recruit. Fin mars 2017, la société a dévoilé une démo technique pour un programme permettant la capture de mouvements d'avatar en temps réel et la diffusion en direct sur Internet bidirectionnelle. Selon Tanigo, l'idée d'une agence « d'idole virtuelle » a été inspirée par d'autres personnages virtuels, comme Hatsune Miku. Kizuna AI, qui a lancé la tendance des Youtubeurs virtuels en 2016, est également une source d'inspiration probable.

### 217-2020: Les débuts de l'entreprise
Le 7 septembre 2017, Cover a lancé Tokino Sora (ja) (ときのそら), la première VTubeuse utilisant le logiciel de capture d'avatar de la société. Le 21 décembre, la société a lancé hololive, une application mobile pour iOS et Android qui permet aux utilisateurs de visualiser des flux en direct de personnages virtuels à l'aide de la technologie de caméra AR. Par la suite, COVER ouvre des auditions pour accueillir une nouvelle Vtubeuse. Et c'est le 4 mars 2018 que Robocosan (ja) (ロボ子さん) rejoint l'entreprise et fait ses débuts sur youtube. Le 5 avril 2018, Cover a supprimé les capacités AR de l'application et l'a transformée en un outil permettant de cartographier les mouvements du visage d'un utilisateur sur des avatars animés en temps réel. Cette mise à jour a permis de faire des auditions à domicile en utilisant l'iPhone X. La première génération de VTuber Hololive, composée de cinq membres, a fait ses débuts entre mai et juin 2018, suivie d'une deuxième génération, composée de cinq membres également, en août et septembre de la même année,. Indépendamment des génrations, une Vtubeuse du nom de Sakura Miko (ja) (さくらみこ) fait ses débuts le 1er août 2018 pour un projet à part. Hololive Gamers, groupe spécialisé dans le let's play, a fait ses débuts en décembre 2018 et avril 2019,,.
Le 8 janvier 2019, Hololive a annoncé avoir signé un contrat avec la plateforme vidéo chinoise Bilibili, aux termes duquel il ouvrirait 15 chaînes sur la plateforme avec du streaming simultanément sur cette plateforme et sur YouTube. L'entreprise commencerait également à travailler avec des bénévoles parlant chinois pour traduire les vidéos Hololive et commencerait à publier du contenu original pour le marché chinois. Le 17 mai, Cover a ouvert des auditions permanentes entre la Chine et le Japon pour recruter plus facilement des talents venant de Chine.
Le 19 mai 2019, Cover a formé un label de musique interne, INoNaKa (INNK) Music, avec deux nouvelles recrues : AZKi (ja) et de l'ancienne VTubeuse indépendante Hoshimachi Suisei (ja). La première génération d'Holostars, une nouvelle agence de VTubers entièrement masculine, dont les membres ont fait leurs débuts en juin 2019,,,, suivie d'autres en septembre, et octobre de la même année,. Une 3ème génération de Hololive, Hololive Fantasy, a fait ses débuts de juillet à août 2019,,. Une première génération de Hololive China, une branche de VTubeuses avec du contenu en chinois et active sur Bilibili, a fait ses débuts de septembre 2019 à janvier 2020,,.
Le 12 décembre 2019, Cover a regroupé ses agences Hololive, INNK Music et Holostars sous une marque unifiée nommée Hololive Production ; les trois entités ont continué à fonctionner sous la direction de leurs équipes de direction respectives. Le même jour, Hoshimachi Suisei a été transféré d'INNK à Hololive, laissant AZKi comme seul membre du label. Une deuxième génération de talents Holostars a fait ses débuts le même mois alors qu'à la fin du mois, une quatrième génération de la branche Hololive originale a fait ses débuts jusqu'en janvier 2020. Cette génération comprenait la VTubeuse Kiryu Coco (ja) qui deviendra la chaîne avec le plus de « SuperChats » sur YouTube jusqu'à sa fin de carrière chez Hololive.

### 2020-2022: Expansion à l'international
Le 24 janvier 2020, Cover a organisé le premier « Hololive 1st fes. Nonstop Story », un concert au Toyosu Pit au quartier Kōtō à Tokyo, avec AZKi et les 22 membres de Hololive Japan avant la 4e génération. L'évènement a réuni 3 000 personnes sur place et des « dizaines de milliers » d'autres personnes l'ont suivi via la diffusion en direct. Une deuxième génération de Hololive China a ensuite fait ses débuts en avril 2020 et une troisième génération de talents Holostars a fait ses débuts en mai 2020. Une nouvelle branche Indonésienne nommée Hololive Indonesia avec une première génération débutant en avril 2020 suivie d'une deuxième génération en décembre 2020. Une cinquième génération de la branche principale de Hololive fait ses débuts en août 2020. Peu de temps après son arrivée, l'une des membres de cette génération, Mano Aloe a hébergé un test d'un stream dévoilant son modèle Live2D sur la plateforme japonaise TwitCasting (ja). En ayant oublié de supprimer la vidéo, cette dernière a fuité dévoilant accidentellement son modèle, ce qui lui a valu une interruption de ces activités durant deux semaines. Par la suite, elle fait face à une vague de harcèlement en ligne où elle a du aller jusqu'à demander de cesser d'appeler sur sa ligne téléphonique. A son retour, le 31 août, Cover annonce l'arrêt des activités de la VTubeuse avec comme justification le stress qu'endure Aloe.
Il y a également une nouvelle branche anglophone de Hololive, Hololive English avec la première génération nommée Hololive Myth, qui a fait ses débuts en septembre 2020.
En septembre 2020, Kiryu Coco et Akai Haato ont chacune mentionné Taïwan lors d'un live où elles regardent les analyses de leurs chaînes YouTube, et l'ont répertorié « comme un pays en lui même »,,,. Ce qui a suscité l'indignation des spectateurs en Chine continentale. Cover a fait une déclaration en japonais, en anglais et en chinois le 27 septembre où l'entreprise reproche aux VTubeuses d'avoir « fait des déclarations sensibles à certaines nationalités » et d'avoir « divulgué des informations confidentielles sur les analyses de chaînes YouTube ». Chacune a reçu une suspension de trois semaines de toutes activités. Dans une déclaration distincte en chinois uniquement publiée plus tôt sur Bilibili, Cover avait déclaré que les commentaires de Coco et Haato ne reflétaient pas sa politique sur la Chine et avait réaffirmé son soutien à la politique d'une seule Chine et son engagement à faire des affaires avec le pays. Trois jours plus tard, la société a publié une autre déclaration abordant les divergences entre les messages, affirmant que la déclaration de Bilibili avait été publiée « en raison du désir de l'adapter aux besoins du public ». Cover s'est excusé de la confusion qu'elle avait causée et a annoncé des changements dans sa procédure de publication des déclarations régionales et la formation d'un comité pour prévenir des incidents similaires,. Le 19 octobre, les deux VTubeuses ont repris leurs activités de streaming comme prévu,. Après une « vague de harcèlement, de rapports et de boycott apparent sur Bilibili », les six membres de Hololive China se sont retirées de l'entreprise à des dates différentes fin 2020.
Les 21 et 22 décembre 2020, Cover a organisé la deuxième édition de leur festival : « Hololive 2nd fes. Beyond the Stage », durant deux jours avec une diffusion en direct faisant suite à Nonstop Story, mettant en vedette le même casting ainsi que les membres de la 4e génération ainsi que un acte d'ouverture, en collaboration avec la société de divertissement japonaise Bushiroad en tant que partenaire officiel. À la fin du concert, Cover a annoncé le premier concert original composé uniquement de membres Hololive, intitulé « Hololive Idol Project 1st Live Bloom », qui a lieu le 17 février 2021 au Tokyo Garden Theatre,. À la fin du concert, Cover a annoncé un projet multimédia intitulé Hololive Alternative, en publiant une vidéo promotionnelle.
Le 1er juillet 2021, le contrat de la VTubeuse Kiryu Coco prend fin après décision de cette dernière de quitter l'agence. Le 11 juillet, une nouvelle VTubeuse nommée IRyS spécialisée dans la chanson, rejoint Hololive English dans le cadre d'un projet nommé Project: Hope,. Elle est suivie d'une nouvelle génération anglaise nommée Hololive Council débutant le 22 août 2021,. La sixième génération de la branche principale de Hololive nommée HoloX débute en novembre 2021.
Le 8 août 2021, Hololive a annoncé un projet d'horreur intitulé Hololive ERROR avec un teaser live-action mettant en vedette Tokino Sora. Le projet s'est révélé être un jeu d'horreur mettant en vedette les membres de Hololive jouant en tant que PNJ dans le jeu. Une démo est sortie gratuitement le 7 janvier 2022 en japonais tandis que la version complète du jeu est sortie le 16 septembre sur Steam avec des sous-titres japonais et anglais.
Le 29 décembre 2021, Cover a annoncé le transfert de la VTubeuse AZKi de la filiale INNK vers la branche principale japonaise de Hololive. Après la fin du processus de transfert, INNK a été dissoute et son fondateur Tsuranimizu a quitté ses fonctions de manager de la VTubeuse en question. Le processus s’est achevé en avril 2022.
Le 24 février 2022, Cover Corporation a annoncé la résiliation de son contrat avec Uruha Rushia, VTubeuse de la troisième génération de Hololive Japan, invoquant des violations de son contrat qui « ont porté atteinte à la réputation de l'entreprise ». Au moment de son licenciement, Uruha Rushia était la personne qui gagnait le plus de superchats sur YouTube et au sein de Hololive Production, la deuxième à détenir ces titres après Kiryu Coco, qui a pris sa retraite en 2021.
Le 24 mars 2022, COVER annonce une troisième génration pour la branche Hololive Indonesia constituée de trois membres.
En juin 2022, Inugami Korone (ja), membre de la branche Hololive GAMERS, est devenue ambassadrice officiellle de la licence Sonic the Hedgehog au Japon. Elle particiepera au film Sonic 2, le film en tant que doubleuse de l'un des personnages pour la version japonaise, et du contenu téléchargeable additionnel sur le thème de Korone est sorti pour le jeu Sonic Frontiers,.
Le 12 juillet 2022, Cover annonce la fin de contrat de Tsukumo Sana, membre anglais de Hololive génération Council, qui prend fin à la fin du mois, invoquant des raisons de santé.
Le 18 juillet 2022, Cover dévoile son premier groupe de Vtubeurs masculin anglophone, Holostars English, génération Tempus, qui fait ses débuts à la fin de la même semaine avec quatre talents. Début janvier 2023, quatre nouveaux talents rejoignent le groupe Tempus.

### 2023-aujourd'hui
Le 27 mars 2023, Cover a fait l'objet d'une introduction en bourse et a commencé à être négociée à la Bourse de Tokyo.
En juillet 2023, Hololive Production a annoncé un label commun, Holo-n, avec le sous-label EMI Records de Universal Music Japan. Le 26 juillet, Hololive annonce une troisième génération dans la branche anglaise nommée Hololive Advent.
Le 10 octobre 2023, Cover annonce la fin de la branche Project: Hope. La seule membre de cette branche, IRyS, rejoint les membres de la deuxième génération de Hololive English nommée Council. Cette génération est renommée Hololive Promise,.
Le 15 novembre 2023, Cover a annoncé une modification de sa politique sur les œuvres communautaires qui permet la monétisation des œuvres de fans sur des plateformes de partage de vidéos telles que YouTube. Ils ont également introduit de nouvelles règles spécifiquement pour les jeux créés par des fans et ont dévoilé leur propre label d'édition pour les fan games nommés « holo indie ». L'annonce fait suite à la sortie de plusieurs jeux populaires Hololive, fait par des fans, sur Steam tout au long de 2023, tels que HoloCure et Idol Showdown,. La marque fait partie de la filiale CCMC Corp. (Creator Community Company) créée par Cover, qui se concentre sur l'octroi de licences de leur propriété intellectuelle Hololive aux développeurs de jeux.
Le 16 novembre 2023, Cover annonce une nouvelle génération du côté Vtubeurs masculin anglophone, Holostars English avec la génération Armis composée de quatre talents.
Le 12 mars 2024, Cover a révélé qu'elle allait créer une filiale basée aux États-Unis pour faciliter la planification et la vente d'événements localisés. Cover USA a ouvert son bureau à Los Angeles en juillet 2024.
En juillet 2024, Hololive a mené sa première collaboration avec une équipe sportive professionnelle américaine, en sponsorisant une soirée à thème lors d'un match avec l'équipe Dodgers de Los Angeles des ligues majeures de baseball le 5 juillet, avec notamment des produits dérivés spéciaux et des apparitions de VTubeuses tels que Gawr Gura. Le Los Angeles Times a noté que cette promotion (qui a également coïncidé avec l'Anime Expo au Palais des congrès de Los Angeles) avait un double objectif : aider Hololive à élargir son public, tout en contribuant à promouvoir l'équipe auprès de sa base de fans japonaise dans le cadre de la signature de Shohei Ohtani.

## Chiffres d'affaire
Avec son principal concurrent Nijisanji, une agence VTuber appartenant à Anycolor, Inc., Hololive Production domine le marché commercial de VTuber à partir de 2022. « Profitant de la valeur de divertissement à la fois du streaming et des idoles », Cover opère sur une échelle impossible à atteindre pour les VTubers indépendants et utilise son financement pour créer des produits dérivés, produire de la musique et organiser des événements 3D en direct. Depuis 2021, Cover a organisé trois cycles de financement majeurs :
- Août 2017 – 30 millions de yens (176250 €) de capital d'amorçage provenant des sociétés de Capital risque Mizuho Capital, TLM et Angel Investor
- Juin 2018 – 200 millions de yens (1175000 €) dans le cadre d'un series A round auprès de GREE Ventures, OLM Ventures et Mizuho Capital
- Mai 2020 – 700 millions de yens (4112500 €) provenant de diverses sources, dont Hakuhodo DY Ventures et SMBC Venture Capital.

De nombreux streamers Hololive travaillent à plein temps, tandis que d'autres ont un travail secondaire. Selon le site de collecte de données Playboard, les plus gros revenus de « Super Chat » de l'histoire sont les chaînes gérées par les talents d'Hololive : Uruha Rushia, Kiryu Coco, Usada Pekora et Houshou Marine. Parmi les autres talents figurant dans le top 10, il y a Minato Aqua, Amane Kanata et Yukihana Lamy.
En septembre 2020, les chaînes Hololive comptaient plus de 10 millions d'abonnés combinés sur YouTube et 10 millions d'abonnés combinés supplémentaires sur la plateforme chinoise Bilibili. En novembre 2021, l'agence comptait plus de 50 millions d'abonnés sur plus de 80 chaînes YouTube. Le 22 octobre, la VTubeuse anglophone Gawr Gura est devenue le premier membre Hololive à atteindre 1 million d'abonnés sur YouTube ; le 17 janvier 2021, elle est devenue le premier membre Hololive à atteindre 2 millions d'abonnés sur la plateforme et la deuxième VTubeuse à le faire après Kizuna AI. Gawr Gura est devenu la première VTubeuse à atteindre 3 millions d'abonnés sur YouTube le 4 juillet 2021, après avoir dépassé Kizuna AI quand elle avait atteint 2,97 millions le 30 juin.
Selon la société d'analyse de données Steam Charts, Usada Pekora est l'une des streameuses féminines les plus populaires au monde en termes d'heures de visionnage, y compris en 2023 où elle était numéro un. À ses côtés, Hakui Koyori (ja), Sakura Miko (ja) et Oozora Subaru (ja) figuraient également parmi les 10 premiers du classement de cette année-là.
Selon Tanigo, l'audience de Hololive est principalement composé d'hommes entre 15 et 30 ans, les fans japonais étant principalement ceux qui s'intéressent aux jeux vidéo, tandis que les téléspectateurs étrangers sont plus susceptibles d'être spécifiquement fans d'anime. Le public étranger de Hololive vient principalement d'Amérique du Nord et d'Asie, en particulier d'Asie du Sud-Est.
Le PDG, Tanigo Motoaki, a été nommé comme l'un des 20 meilleurs entrepreneurs japonais par Forbes Japan dans son numéro de janvier 2022.

## Récompenses et nominations
| Année | Cérénomie               | Catégorie                             | Candidats                      | Résultat   | Ref     |
| ----- | ----------------------- | ------------------------------------- | ------------------------------ | ---------- | ------- |
| 2023  | Streamy Awards          | VTuber                                | Gawr Gura                      | Lauréat    | ,       |
| 2023  | Les Vtuber Awards       | Meilleur VTuber Musique               | Mori Calliope                  | Lauréat    | ,       |
| 2023  | Les Vtuber Awards       | Meilleur VTuber Musique               | Hoshimachi Suisei (ja)         | Nomination | [ 104 ] |
| 2023  | Les Vtuber Awards       | Meilleur VTuber Art                   | Ninomae Ina'nis (ja)           | Lauréat    | ,       |
| 2023  | Les Vtuber Awards       | Meilleur VTuber FPS                   | Shishiro Botan (ja)            | Nomination | [ 104 ] |
| 2023  | Les Vtuber Awards       | Meilleur VTuber Minecraft             | Ceres Fauna                    | Nomination | [ 104 ] |
| 2023  | Les Vtuber Awards       | Meilleur VTuber Minecraft             | Kaela Kovalskia                | Lauréat    | ,       |
| 2023  | Les Vtuber Awards       | Meilleur VTuber jeu de rôle / ASMR    | Ceres Fauna                    | Lauréat    | ,       |
| 2023  | Les Vtuber Awards       | Meilleur VTuber Just Chatting / Zatsu | Takanashi Kiara (ja)           | Nomination | [ 104 ] |
| 2023  | Les Vtuber Awards       | Meilleur VTuber chaotique             | Kobo Kanaeru                   | Lauréat    | ,       |
| 2023  | Les Vtuber Awards       | Meilleur ligue à part                 | FUWAMOCO                       | Lauréat    | ,       |
| 2023  | Les Vtuber Awards       | Meilleur ligue à part                 | Houshou Marine (ja)            | Nomination | [ 104 ] |
| 2023  | Les Vtuber Awards       | Meilleur organisation VTuber          | Hololive Production            | Lauréat    | ,       |
| 2023  | Les Vtuber Awards       | Communauté la plus dévouée            | Chumbuds (Gawr Gura)           | Lauréat    | ,       |
| 2023  | Les Vtuber Awards       | Meilleur concert                      | Connect the World              | Lauréat    | ,       |
| 2023  | Les Vtuber Awards       | Meilleur événement streamé            | Hololive Sports Festival       | Nomination | [ 104 ] |
| 2023  | Les Vtuber Awards       | Meilleur jeu streamé de l'année       | HoloCure – Save the Fans!      | Nomination | [ 104 ] |
| 2023  | Les Vtuber Awards       | Meilleur joueur de l'année            | Koseki Bijou                   | Nomination | [ 104 ] |
| 2023  | Les Vtuber Awards       | VTuber de l'année                     | Usada Pekora (ja)              | Nomination | [ 104 ] |
| 2024  | The Game Awards         | Meilleur créateur de contenu          | Usada Pekora (ja)              | Nomination | [ 105 ] |
| 2024  | Les Vtubers Awards      | Meilleur VTuber Just Chatting / Zatsu | Ceres Fauna                    | Lauréat    | [ 106 ] |
| 2024  | Les Vtubers Awards      | Meilleur VTuber Art                   | Raora Panthera                 | Lauréat    | [ 106 ] |
| 2024  | Les Vtubers Awards      | Meilleur VTuber Art                   | Ninomae Ina'nis (ja)           | Nomination | [ 106 ] |
| 2024  | Les Vtubers Awards      | Meilleur VTuber FPS                   | Shishiro Botan (ja)            | Nomination | [ 106 ] |
| 2024  | Les Vtubers Awards      | Meilleur VTuber jeu de rôle / ASMR    | Ceres Fauna                    | Lauréat    | [ 106 ] |
| 2024  | Les Vtubers Awards      | Meilleur VTuber musique               | Mori Calliope                  | Nomination | [ 106 ] |
| 2024  | Les Vtubers Awards      | Meilleur VTuber musique               | Hoshimachi Suisei (ja)         | Lauréat    | [ 106 ] |
| 2024  | Les Vtubers Awards      | Meilleur Vtuber le plus drôle         | Gigi Murin                     | Nomination | [ 106 ] |
| 2024  | Les Vtubers Awards      | Meilleur Vtuber le plus drôle         | Koseki Bijou                   | Nomination | [ 106 ] |
| 2024  | Les Vtubers Awards      | Meilleur VTuber chaotique             | Gigi Murin                     | Lauréat    | [ 106 ] |
| 2024  | Les Vtubers Awards      | Meilleur VTuber chaotique             | Kobo Kanaeru                   | Nomination | [ 106 ] |
| 2024  | Les Vtubers Awards      | Meilleur ligue à part                 | Takanashi Kiara (ja)           | Nomination | [ 106 ] |
| 2024  | Les Vtubers Awards      | Meilleur ligue à part                 | Houshou Marine (ja)            | Nomination | [ 106 ] |
| 2024  | Les Vtubers Awards      | Mister VTuber                         | Gavis Bettel (Holostars)       | Nomination | [ 106 ] |
| 2024  | Les Vtubers Awards      | Miss VTuber                           | Takanashi Kiara (ja)           | Lauréat    | [ 106 ] |
| 2024  | Les Vtubers Awards      | Communauté la plus dévouée            | Jailbirds (Nerissa Ravencroft) | Nomination | [ 106 ] |
| 2024  | Les Vtubers Awards      | Meilleur Organisation VTuber          | Hololive Production            | Lauréat    | [ 106 ] |
| 2024  | Les Vtubers Awards      | Meilleur évènement streamé            | Breaking Dimensions (Concert)  | Nomination | [ 106 ] |
| 2024  | Les Vtubers Awards      | Meilleur évènement streamé            | HoloGTA                        | Lauréat    | [ 106 ] |
| 2024  | Les Vtubers Awards      | Meilleur joueur de l'année            | Koseki Bijou                   | Nomination | [ 106 ] |
| 2024  | Les Vtubers Awards      | Meilleur joueur de l'année            | Kaela Kovalskia                | Nomination | [ 106 ] |
| 2024  | Les Vtubers Awards      | Vtuber de l'Année                     | FUWAMOCO                       | Lauréat    | [ 106 ] |
| 2024  | VTuber Awards Indonesia | Le plus éducatif                      | Airani Iofiteen                | Lauréat    | ,       |
| 2024  | VTuber Awards Indonesia | Le plus éducatif                      | Pavolia Reine                  | Nomination | [ 107 ] |
| 2024  | VTuber Awards Indonesia | Le plus chaotique                     | Ayunda Risu                    | Nomination | [ 107 ] |
| 2024  | VTuber Awards Indonesia | Le plus chaotique                     | Kureji Ollie                   | Nomination | [ 107 ] |
| 2024  | VTuber Awards Indonesia | Meilleur joueur                       | Kaela Kovalskia                | Nomination | [ 107 ] |
| 2024  | VTuber Awards Indonesia | Meilleur organisation                 | Hololive Indonesia             | Lauréat    | ,       |
| 2024  | VTuber Awards Indonesia | VTuber de l'année                     | Kobo Kanaeru                   | Nomination | [ 107 ] |
| 2024  | VTuber Awards Indonesia | VTuber de l'année                     | Vestia Zeta                    | Nomination | [ 107 ] |